# ナンド・ラファエル
ナンド・ラファエル（Nando Rafael、1984年1月10日 - ）は、アンゴラ・ルアンダ出身のサッカー選手。元サッカーアンゴラ代表。

## 経歴
8歳の時にアンゴラ内戦で両親が殺され、叔父と叔母に引き取られ共にオランダへ渡った。
1995年、11歳の時にアヤックス・アカデミーに入団した。そこでヴェスレイ・スナイデルやラファエル・ファン・デル・ファールトといった、のちにアヤックスのみならずオランダ代表の主軸になる選手達と一緒にプレーした。2001-02シーズンにリザーブチームで23試合20ゴールと活躍したことにより、クラブから3年契約が提示されたが労働許可証が降りず、トップチームでプレーすることが許されなかったため、2002年半ば退団を余儀なくされた。
2003年、アンゴラサッカー連盟は代表デビューのアプローチを行なったが、ラファエル自身は難民としてユース時代を過ごしたオランダでオランダ代表としてプレーしたい。そのために国籍取得を待っていると断った。2005年に再びアプローチを行なったが、ラファエルは夏にドイツ国籍を取得しU-21代表でプレー。翌年にはUEFA U-21欧州選手権出場した。
2012年、アンゴラ代表としてプレーすることを決意。FIFAから承認され、アフリカネイションズカップ2012・スーダン代表戦で代表デビューを果たした。

## エピソード
FIFAからアンゴラ代表でプレーするための許可が降りていない段階で、アフリカネイションズカップ2012のメンバーに登録された。

## 所属クラブ
- アヤックス・アムステルダム 2001-2002
- アヤックス・アムステルダムII 2001-2002
- ヘルタ・ベルリン 2002-2006
- ボルシア・メンヒェングラートバッハ 2006-2008
- オーフスGF 2008-2010

→  FCアウクスブルク 2010 (loan)
- FCアウクスブルク 2010-2012
- フォルトゥナ・デュッセルドルフ 2012-2013
- 河南建業足球倶楽部 2013-2014
- VfLボーフム 2015-2016
- FC08ホンブルク 2017-